# Anders Hallberg
Anders Hallberg (* 1. April 1986 in Lilla Harrie) ist ein ehemaliger schwedischer Handballspieler, der zumeist auf Rückraum Mitte eingesetzt wurde. Mittlerweile ist er als Handballtrainer tätig.
Der 1,83 m große und 86 kg schwere Rechtshänder spielte zunächst für den schwedischen Verein Kävlinge HK und ab Beginn seiner Profikarriere 2005 für LUGI HF aus Lund in der Elitserien. 2013 gewann er die Hauptrunde (Seriesegrare).
International erreichte er mit LUGI im Europapokal der Pokalsieger die zweite Runde 2006/07 und das Achtelfinale 2011/12. Im EHF Europa Pokal 2013/14 steht er in der Gruppenphase. Zur Saison 2014/15 wechselte er zum dänischen Erstligisten Bjerringbro-Silkeborg. Mit Bjerringbro-Silkeborg gewann er in der Saison 2015/16 die Meisterschaft. Im Januar 2016 kehrte er zu LUGI HF zurück. Zur Saison 2019/20 wechselte er zum norwegischen Erstligisten IL Runar Sandefjord. Nach zwei Spielzeiten schloss er sich dem Ligarivalen Sandefjord Håndball an.
Für die schwedische Männer-Handballnationalmannschaft bestritt Hallberg drei Länderspiele, in denen er fünf Tore erzielte.
Hallberg beendete nach der Saison 2021/22 seine Karriere und übernahm das Traineramt des schwedischen Vereins IF Hallby. Zwei Jahre später wechselte er zum IFK Kristianstad.